# Matthieu Lazerges
Pas d'image ? Cliquez ici

a Compétitions nationales et continentales officielles uniquement.

Matthieu Lazerges, né le 22 décembre 1975 à Toulouse, est un joueur  français de rugby à XV qui évolue au poste de demi de mêlée. Mettant fin prématurément à  sa carrière de joueur pour cause de blessure, il devient entraîneur. Il a entraîné entre l'été 2007 et février 2012 le Lyon OU avec Raphaël Saint-André, lui permettant d'accéder de nouveau à l'élite.

## Biographie
Il signe au Lyon olympique universitaire (Pro D2) pour la saison 2007-08. Il est entraîneur des avants aux côtés de Raphaël Saint-André, entraîneur des arrières. Ils accèdent en Top 14 à la fin de la saison 2010-2011, le staff est alors restructuré, il devient entraîneur, Raphaël Saint-André, directeur sportif, et Pascal Peyron, entraîneur des avants. Il est remercié par le club lyonnais en février 2012 à la suite de résultats décevants et remplacé par Xavier Sadourny.
En février 2014, il devient entraîneur des arrières du CS Vienne pour épauler l'entraîneur irlandais Christian Short.

## Carrière

### En tant qu'entraîneur
| Saison      | Club      | Division   | Poste    | Classement                        | Coupe d'Europe | Challenge Européen |
| ----------- | --------- | ---------- | -------- | --------------------------------- | -------------- | ------------------ |
| 2007 - 2008 | Lyon OU   | PRO D2     | Avants   | 4e, éliminé en demi-finale        | -              | -                  |
| 2008 - 2009 | Lyon OU   | PRO D2     | Avants   | 6e                                | -              | -                  |
| 2009 - 2010 | Lyon OU   | PRO D2     | Avants   | 2e, éliminé en finale d'accession | -              | -                  |
| 2010 - 2011 | Lyon OU   | PRO D2     | Avants   | Champion de France PRO D2         | -              | -                  |
| 2013 - 2014 | CS Vienne | Fédérale 1 | Arrières | 9e de la poule 2                  | -              | -                  |

## Palmarès

### Joueur
Avec le Castres olympique
- Championnat de France de Nationale B :
  - Champion (1) : 1996

Avec le Stade français
- Championnat de France de première division :
  - Vainqueur (1) : 1998
- Coupe de France :
  - Vainqueur (1) : 1999
  - Finaliste (1) : 1998

Avec l'AS Montferrand
- Coupe de la ligue :
  - Vainqueur (1) : 2001

### Entraîneur
- Finaliste de la Pro D2 en 2010
- Champion de Pro D2 en 2011